# Витковића кула
Витковића кула са Ћор Мијатовим шанцем је било утврђење у Ваљеву, близу ушћа реке Градац у Колубару. Саграђено је убрзо након пожаревачког мира и стварања аустријске покрајине Краљевине Србије и служило као средиште ваљевске капетаније — једне од јединица српских крајишника који су на том делу територије контролисали границу ка Османском царству, те за контролу проласка кроз ваљевску котлину и одржавање реда у тадашњој ваљевској вароши. И кула и шанац су у народу прозвани по двема заповедницима ове јединице.
Утврда је изгубила своју намену након повратка Турака у ове крајеве 1738. и београдским миром. Препуштена зубу времена и значајно оштећена у сукобима који су уследили — Кочиној крајини и Првом српском устанку, материјал утврде, пре свега куле, је ваљевско становништво почело да разноси и користи при изградњи других објеката, најпроминентније Ненадовића куле на Кличевцу, саграђене за потребе Устаничке државе.

## Историјски контекст
Одлукама пожаревачког мира склопљеног између Османског царства и Хабзбуршке монархије јула 1718. године делови територије данашње Србије су потпали под власт потоње, која је на овом простору првобитно организовала војну управу, да би убрзо ова била замењена организовањем Београдске администрације или тзв. аустријске Краљевине Србије као покрајине унутар Монархије са фелдмаршалом Карлом Александром Виртембершким на челу. Границе покрајине су се протезале од Дрине, северно од ушћа Јадра, преко ваљевских планина до Мораве, а одатле северно ка Дунаву. Ваљево је у том смислу представљало једно од најистуренијих места према турској граници са којом се покрајина граничила.
Ради чувања и контроле границе нова власт је успоставила већ опробани систем привилегованих сељака, крајишника, у виду српске народне милиције који су, у замену за финансијске повластице, били дужни да врше граничарски посао. Припадници народне милиције су били организовани у посебне јединице, компаније, и свака од њих је била задужена за чување једног дела територије границе, назване капетанијом, по чину који је носио њен заповедник. Надзор над групом капетана са истог дела границе је вршио оберкапетан који је истодобно био и командант те компаније, која се по правилу састојала од 250 људи — 150 хајдука (пешака), 50 хусара (коњаника) и 50 помоћника, премда се овај успостављени стандард углавном није дословно примењивао. Помоћници капетана су били харамбаша — непосредни командир хајдука и два поручника, један хајдучки и један хусарски. Једна од компанија је била и ваљевска, а њени припадници су били смештени у самом Ваљеву и селима у његовом залеђу.
Ваљевском компанијом је командовао капетан Јевта Витковић — иначе потомак знамените српске породице Витковића из Требиња, Херцеговина. Јединица је бројала 150 људи и чувала је гранично подручје од Братачића до Бачеваца,
те била распоређена у више хајдучких чардака (караула) смештеним у селима у залеђу дуж границе, саграђених у сврху позиције надгледања и патроле између караула, а како би се онемогућио прелазак и контролисала граница. Гарнизонско седиште ваљевске компаније народне милиције се налазило, у позадини, у утврђењу које је у народу одомаћено под називом „Витковића кула“ и „Ћор Мијатов шанац“.

## Кула и шанац
По свему судећи утврђење се налазило на десној обали реке Градац у Ваљеву, пре ушћа у Колубару, где је данас Крушиков стадион. Подигнуто је ради контроле проласка кроз ваљевску котлину, те као битан елемент за одржавање реда у самој пограничној варошици. Тачно време подизања није познато, но то је свакако учињено убрзо након доласка аустријских трупа у Србију.
Примарни извор као сведочанство постојања овог фортификационог објекта јесу аустријске војне карте из овог времена. Тако су на карти Јохана Франца Отингера, насталој у другој трећини 18. века у Нирнбергу у познатој радионици Хоманових настављача, на којој су приказане балканске територије на којима су ратовале Аустрија и Турска, са стране, на маргинама карте, уцртани као допунски елементи ведуте са приказима утврђења из неких насеља означених на карти. Међу њима је и утврда на којој пише „VALIOVA“ — неоспорно реч о Ваљеву. (сл. 2)
На карти је приказана мања тврђава, неправилног четвороугаоног облика са додатним троугластим фортификационим елементима. Према мишљењу историчара Владимира Кривошејева, троугласти елемент на северној страни утврде уз бедем, би могао бити кула већих размера. Осим ње у оквире бедема су уграђене још три куле, вероватно типа чардака, од којих је једна била лоцирана над улазном капијом, са десне стране. У дворишту утврде унутар бедема се налазило још објеката, док је сама утврда приказана на десној обали реке, у њеном меандру, при којој је из реке изведена мрежа јазова који су је опасавали. На острвцима унутар мреже је такође постојало неколико објеката, од којих је један затварао прилаз путу којим се преко мостића, са десне, источне стране, стизало до утврде. Неколико објеката се налазило даље од утврде, али је немогуће утврдити у којој су они били релацији са утврдом.
Цела грађевина даје утисак стручно, плански изграђеног одбрамбеног објекта, првог у Ваљеву за који се зна како је изгледао.
Осим на Отингеровој, утврђено седиште ваљевског капетаната је приказано и на још једној аустријској војној карти. Реч је о рукописној карти Фридриха Вилхелма Хенинга из 1737. године, која се чува у ратном архиву у Бечу. На њој је поред релативно детаљног приказа Ваљева са назначеном испарцелисаношћу градских насеља на левој обали Колубаре, приказана утврда са истакнутом кулом на десној обали, код ушћа Градца. Како наводи публициста Велибор Савић, у објашњењу знакова ове карте, доминантна зграда на утврди — која има облик „Донжон куле“ — објашњена је као пушкарница за хајдучке страже, са отвореним просецима.

Први директан помен постојања утврде и служења у намени шанца за потребе ваљевског капетаната се налази у комисијском извештају достављеног Александру Виртембершком из 1728. године, у којем се наводи повољан и добар шанац са неколико чардака. Но у овом извештају се не наводи његов тачан положај. Драгоценије информације о кули и шанцу пружа каснији историјски извор — писмо Проте Матеје Ненадовића у којем спомиње капетана Јевту Витковића. Наиме, Проти је под руке око 1791. године, док је он још био ђакон у Купинову, дошао изузетан историјски документ, списак српских капетана „који су српским војскама границе чували“, написан од јеромонаха манастира Хопово Спиридона Вујовића. Прота, као пасионирани колекционар извора српске историје, је поменути списак послао више од педесет година касније, 22. децембра 1847. године Исидору Стојановићу, најагилнијем члану Друштва српске словесности, како би га овај објавио у Гласнику Друштва и тако спасао заборава. Уз документ, Ненадовић је као прави историчар, дао и своје „примјеченије“ тј. објашњење појединих непознаница из списка, у ком се посебно осврнуо на браћу Витковиће, а где се између осталог наводи:
| „ | [...] Исти Витковић имао је кулу од два тавана, где се слива Градац у Колубару. Према овој кули с десне стране Градца налази се црквица и око ње шанац где је седео Ћор-Мијат арамбаша, савременик Витковићев, који се такође, у песмама спомиње. [...] | ” |

Ово Протино „Примјеченије“ је дуги низ година служило потоњим истраживачима као једини осврт на Витковиће из Ваљева, кулу под њиховим именом, шанац и Ћор Мијата. Тако су готово дословно у својим радовима ово Ненадовићево тумачење преузели Милан Ђ. Милићевић, Феликс Каниц, Љубомир Павловић, Душан Ј. Поповић, Рајко Веселиновић и други.

Кад је реч о грађевинском саставу куле и шанца, Кривошејев је мишљења да је реално претпоставити да је комплекс био комбинованог састава, од дрвета, земље и камена. Наиме, археолошка истраживања на овом простору су указала на постојање средњевековне цркве из времена краља Драгутина, а ово је иначе истакао и Прота Матеја напоменувши постојање црквина. Филолог Александар Лома је изнео хипотезу да се на овом простору налазила и немањићка тврђава Колубара која је позната у изворима из средњег века који преносе рат Срба и Угара из прве половине 14. века. Хипотеза се заснива на постојању остатака средњевековне цркве, као и на опису остатака утврђења који су се половином 19. века још могли видети недалеко од места где су пронађени остаци цркве. Антропогеограф Љубомир Павловић је почетком 20. века, на основу прича старијих Ваљеваца, не властитог увида, описао трагове камених зидина недалеко од ушћа Градца у Колубару:
| „ | [...] Кад се пређе мост на Тадића јазу, све уздигнутије место с десне стране јаза, при његовом ушћу у Колубару, зове се данас Кулина. Кулина је данас малог простора, до пре педесет година захватала од 1/2 ха. Тада је била опасана зидом, мада у рушевинама, на чијем источном крају прича се да је била кула браће Витковића, познатих ваљевских трговаца и устаника из доба првог и другог аустријског рата. Кулина је од слатководних поремећених миоценских кречњака, а њени су зидови од истог камена. Данас ни једног камена и цигле нема, све су то појединци разнели и у своје грађевине узидали. На дотичној страни реке Граца, на данашњем Ненадовића излазу, била је друга кула, која се зове Ћор-Мијатова. Последње заостатке повадили су браћа Ненадовићи и у нов млин на Грацу узидали. [...] | ” |

Имајући све ово у виду Кривошејев је мишљења да је реално претпоставити да је утврда подигнута бар једним делом од овог старог каменог материјала који се већ ту затекао. Али он је такође мишљења да утврђење није било целокупно саграђено од камена, већ само једни његови истурени елементи, имајући у виду да су са комбиновањем са дрветом и земљом, и у другим местима подизани слични објекти као средишта јединица српских граничара за време аустријске окупације. Сама кула је како наводи Павловић била сазидана од камена. Ћор Мијатов Шанац је своје народно име добио по харамбаши Ћору Мијату — команданту српске граничарске јединице која је ту била стационирана, док је Витковића кула понела име по Јевти Витковићу, главнокомандујућем официру целе ваљевске компаније. Кривошејев износи да је кула била стан Витковића, док Савић, позивајући се на народну песму, износи да је она била војни објекат а не Витковићев стан.

Судбина Куле и Шанца су познати. Након повратка Турака у Србију ратом 1738. године и Београдским миром, утврда је изгубила своју првобитну намену. Нагрижени зубом времена и страдањима у Кочиној крајини и Првом српском устанку, зидови утврде су постепено пропадали, док је највећи део грађе нарушене Куле коришћен за изградњу Ненадовића куле на Кличевцу, а затим и за воденицу кнеза Јовице Милутиновића на Градцу и за једну ваљевску кафану. Употреби материјала куле у изградњи Ненадовића куле сведочио је и Сима Милутиновић Сарајлија у својој „Историји Србије од почетка 1813 до конца 1815“:
| „ | Војвода Јефрем, одприје, у оном десетогодишњем рату против Турака, за нужно нашао у Ваљеву шанац начинити, да се нађе ту за случај могућнога продора прекодринских Турака до истога места; но је у шанцу требала кула, нешто за џебану, а нешто и за бољу шанца заштиту и одбрану. За то дакле и стару приколубарску, полусрушену кулу, коју је пре сто и више година Јефто Витковић, принца Евђенија капетан сазидао био, даде пријенети у свој, на Малом Кличевцу шанац, где од њеног камена сагради вишепоменуту тврђаву. | ” |